# Elbenberg
Elbenberg ist ein Stadtteil der Kleinstadt Naumburg im nordhessischen Landkreis Kassel.

## Geographische Lage
Elbenberg liegt in den Ostwaldecker Randsenken im Naturpark Habichtswald. Es befindet sich zwischen der Naumburger Kernstadt im Nordwesten und Altendorf im Süden. Westlich vorbei fließt der Eder-Zufluss Elbe, in die am Südrand des Dorfs der Hahnebach mündet. Südöstlich erhebt sich der Hardtkopf. Bei einer Gemarkungsfläche von 1818 ha beträgt der Waldflächenanteil weit mehr als 1100 ha.

## Geschichte

### Elben

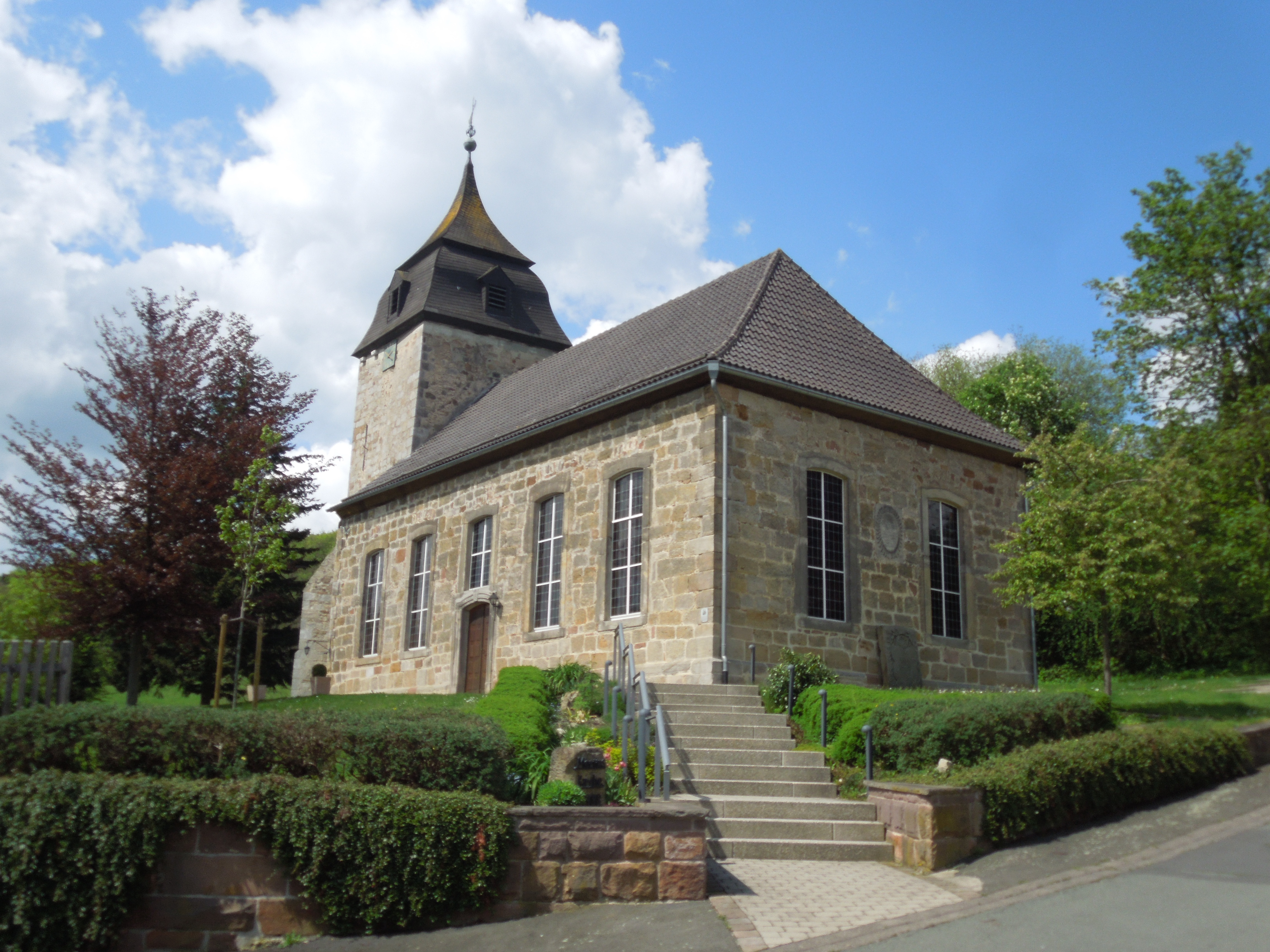
Kirche St. Martin im Ortsteil Elben

Das Dorf Elben wird soweit bekannt erstmals 1081 als „Aelvinu“ bzw. „Elvinu“ und um 1120 als „Elvun“ in den Güterregistern des Klosters Hasungen erwähnt. Im Jahr 1231 wird erstmals die Familie der Herren von Elben genannt; sie verwalteten die Elber Mark als Vögte des Stifts St. Alban vor Mainz. Elben war Hauptort des Gerichts Elben, das bis 1266 den Edlen von Naumburg, danach dem Erzbistum Mainz unterstand. Ab 1361 gehörte das Dorf den Herren von Elben. Um 1386 nahmen sie es vom Stift St. Alban bei Mainz zu Lehen. Um 1536 oder 1537 starb mit Konrad (Kurt) von Elben das Geschlecht derer von Elben im Mannesstamm aus. Daraufhin erhielt 1537 der Ritter und landgräflich-hessische Rat Jakob von Taubenheim den Ort als Lehen, danach die von Boyneburg genannt von Hohenstein und die von Buttlar als Ganerben. Im Jahr 1559 verzichteten die Boyneburg-Hohenstein auf ihren Anteil, und Elben war danach im alleinigen Besitz derer von Buttlar.
Vom 13. bis zum 16. Jahrhundert war das heutige Elbenberg, zusammen mit Altendorf und der heutigen Wüstung Beltershausen, Teil der Elber Mark, einer Markgenossenschaft unter der Oberhoheit des Stifts St. Alban vor Mainz, das die Herren von Elben als Vögte einsetzte. Diesen gelang es, spätestens mit der Einführung der Reformation in Hessen im Jahre 1526, aus ihrer Vogtei Eigentumsbesitz zu machen. Elben gehörte verwaltungsmäßig zum landgräflich-hessischen Amt Gudensberg.
Im Ersten Weltkrieg (1914–1918) wurden kriegsgefangene russische Soldaten in Elben zu Straßenbauarbeiten eingesetzt. Die von ihnen begonnene Straße zwischen Elben und Balhorn wird noch heute weithin „Russenweg“ genannt.

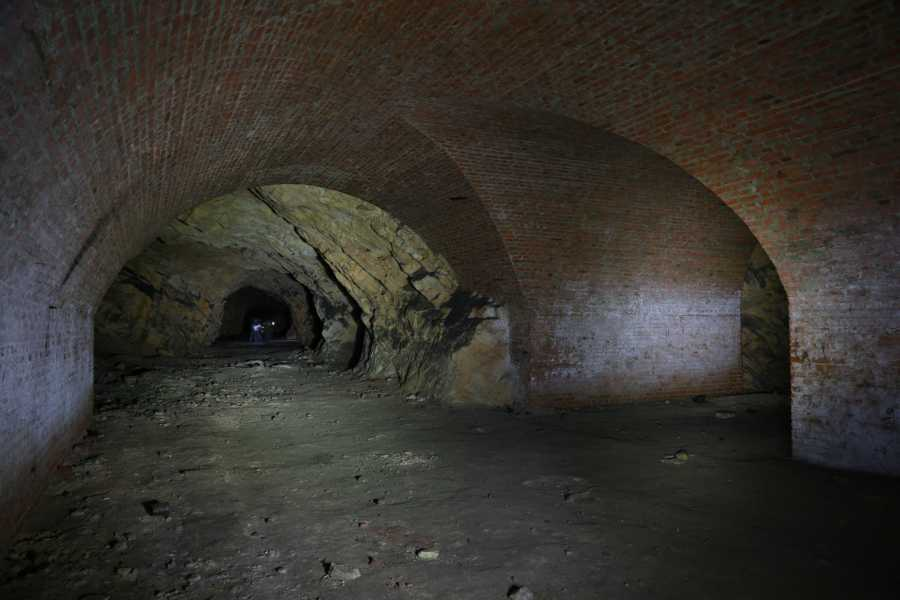
Großstollenanlage „Saphir“

Das „Tonloch“ heute

Im Zweiten Weltkrieg (1939–1945) wurde im Spätsommer 1940 ein Gefangenenlager, genannt „Kommando 680“, in Elben eingerichtet, als 28 französische Kriegsgefangene aus dem Stalag IX A in Ziegenhain nach Elben gebracht wurden, um dort als Landarbeiter eingesetzt zu werden, und im Saal der Gemeindegastwirtschaft untergebracht wurden. 1943 wurde neben dem „Felsenkeller“ die Großstollenanlage „Saphir“ in den Hardtkopf getrieben, in der die Organisation Todt eine unterirdische Fabrikationsanlage für Henschel-Flugzeugmotoren einrichten sollte. Die Hauptarbeiten wurde von Zwangsarbeitern durchgeführt, die zum Teil russische Kriegsgefangene und Zwangsarbeiter aus Osteuropa und zum anderen Teil deutsch-jüdische Frauen aus so genannten „privilegierten Mischehen“ waren. Diese waren in zwei getrennten Lagern untergebracht, die russischen Gefangenen und osteuropäischen Zwangsarbeiter in einem Barackenlager am rechten Ufer der Elbe, am Weg nach Altendorf, die Frauen, darunter die Malerin Ilse Häfner-Mode, im Frauenlager Elben im sogenannten Tonloch der Ziegelei. Die Lager wurden am Karsamstag, dem 31. März 1945, von amerikanischen Soldaten befreit.

### Elberberg

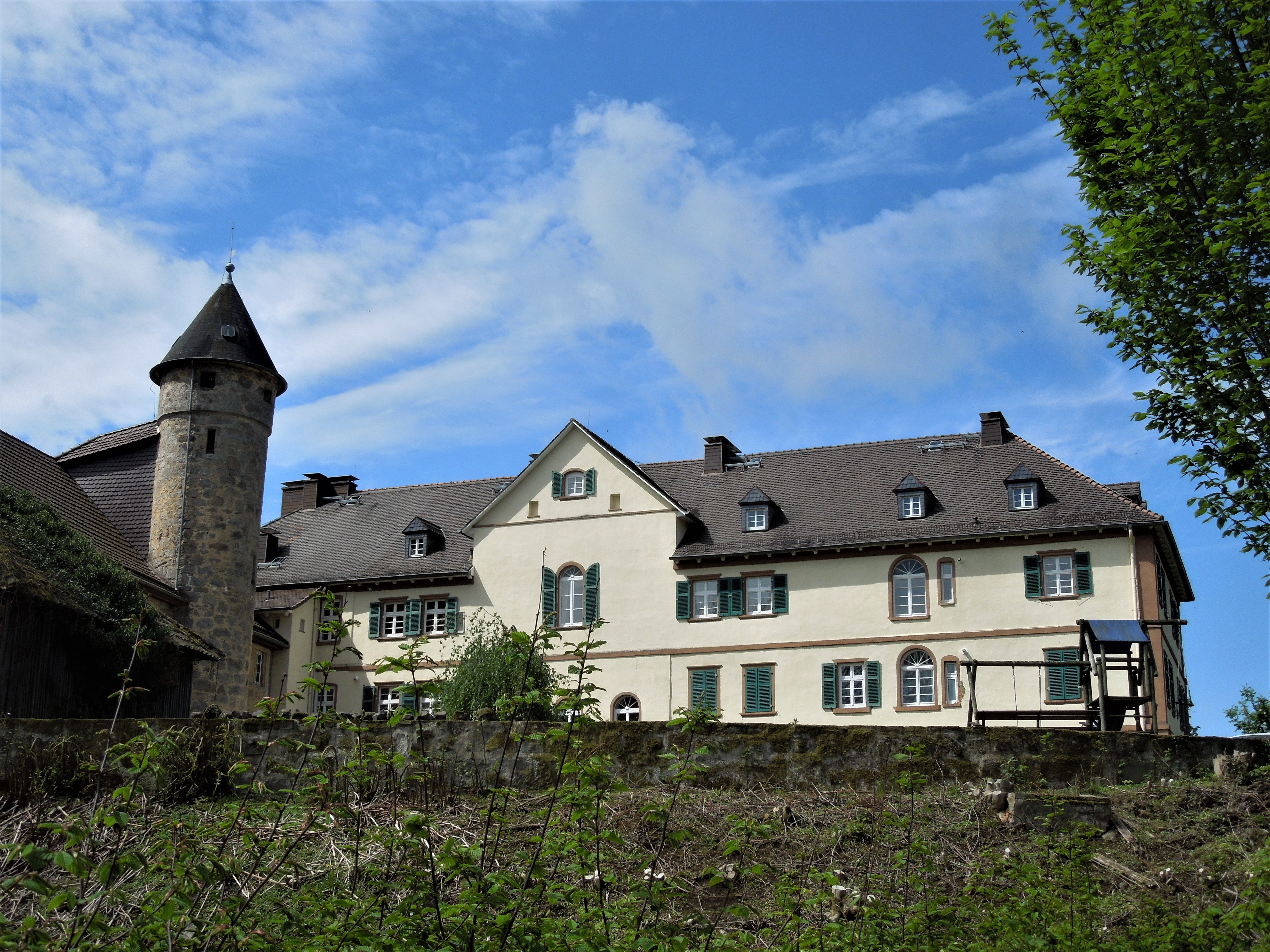
Schloss Elberberg

Im Jahr 1386 wird der Ort Elberberg urkundlich erwähnt, als die Herren von Elben das Dorf, wie auch das benachbarte Elben, mit seiner kleinen Burganlage vom Stift St. Alban vor Mainz zu Lehen erhielten.
Das Schloss Elberberg stammt aus dem 19. Jahrhundert, in Teilen sogar aus dem 15. Jahrhundert; eine gotische Vorgängerburg ist bereits 1235 erstmals urkundlich erwähnt.
Im Jahr 1928 wurde der bisher selbständige Gutsbezirk Elberberg aufgelöst und zum großen Teil in die Gemeinde Elberberg integriert.

### Zusammenschluss zu Elbenberg

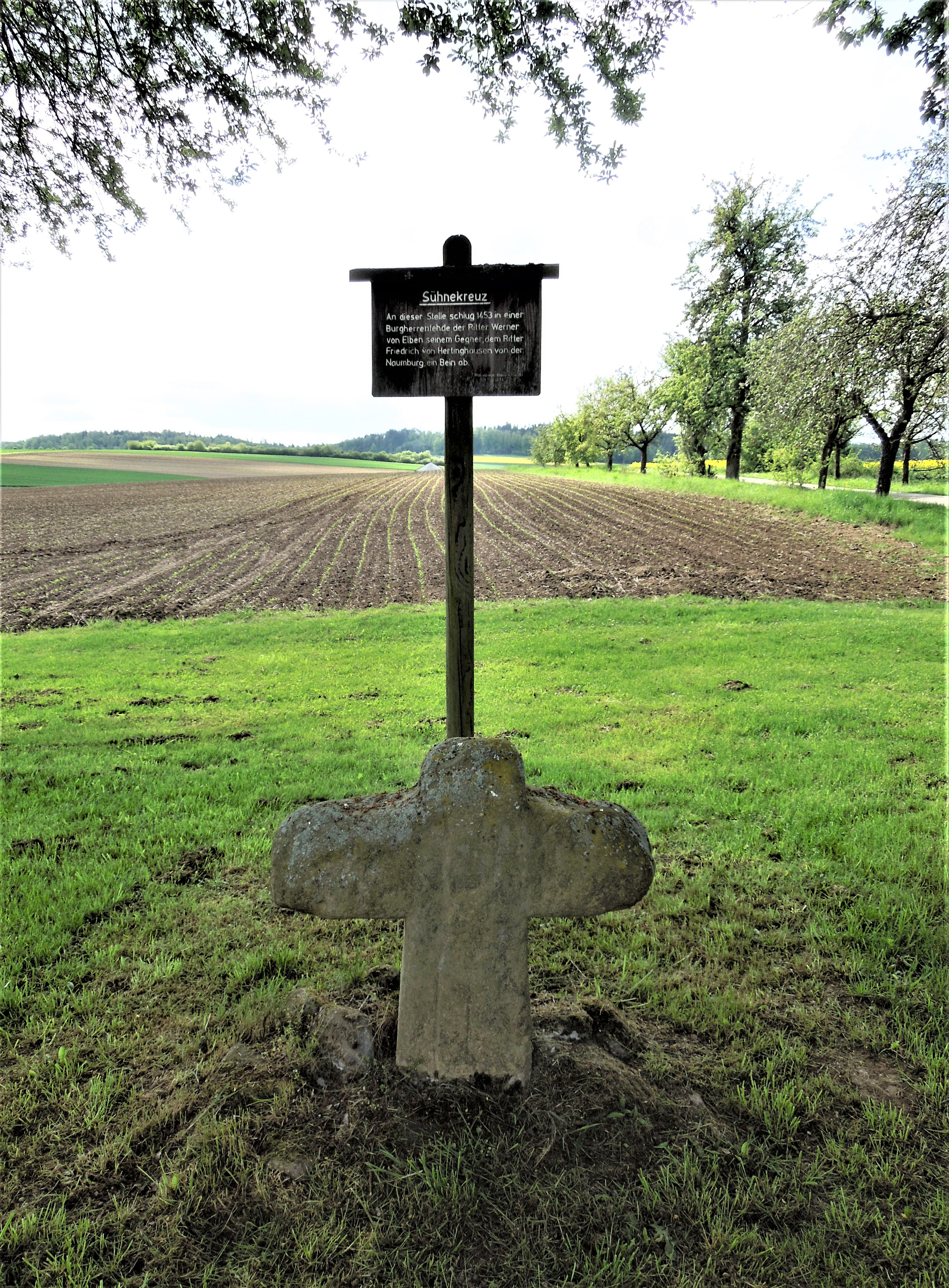
Das Sühnekreuz bei Elben

Zum 1. Januar 1967 schlossen sich die beiden bis dahin selbständigen Gemeinden Elben („Unterdorf“) und Elberberg („Oberdorf“) zur kurzlebigen Gemeinde Elbenberg zusammen. Die beiden Ortsteile sind inzwischen weitgehend zusammengewachsen. Im Zuge der Gebietsreform in Hessen wurde Elbenberg zum 31. Dezember 1971 auf freiwilliger Basis ein Stadtteil von Naumburg. Für alle nach Naumburg eingegliederten Gemeinden und die Kernstadt wurden Ortsbezirke mit Ortsbeirat und Ortsvorsteher nach der Hessischen Gemeindeordnung gebildet.

## Bevölkerung

### Einwohnerstruktur 2011
Nach den Erhebungen des Zensus 2011 lebten am Stichtag, dem 9. Mai 2011, in Elbenberg 1182 Einwohner. Darunter waren 18 (1,5 %) Ausländer. Nach dem Lebensalter waren 162 Einwohner unter 18 Jahren, 338 zwischen 18 und 49, 270 zwischen 50 und 64 und 309 Einwohner waren 183 und älter. Die Einwohner lebten in 480 Haushalten. Davon waren 132 Singlehaushalte, 147 Paare ohne Kinder und 153 Paare mit Kindern, sowie 33 Alleinerziehende und 15 Wohngemeinschaften. In 108 Haushalten lebten ausschließlich Senioren und in 309 Haushaltungen lebten keine Senioren.

### Einwohnerentwicklung
Elben
| Quelle: Historisches Ortslexikon |                  |
| • 1585:                          | 26 Haushaltungen |
| • 1747:                          | 63 Haushaltungen |

| Elben: Einwohnerzahlen von 1834 bis 1970 | Elben: Einwohnerzahlen von 1834 bis 1970 | Elben: Einwohnerzahlen von 1834 bis 1970 | Elben: Einwohnerzahlen von 1834 bis 1970 | Elben: Einwohnerzahlen von 1834 bis 1970 |
| --- | ---------------------------------------- | ---------------------------------------- | ---------------------------------------- | ---------------------------------------- |
| Jahr |                                          |                                          |                                          | Einwohner                                |
| 1834 | 1834                                     |                                          | 553                                      | 553                                      |
| 1840 | 1840                                     |                                          | 584                                      | 584                                      |
| 1846 | 1846                                     |                                          | 613                                      | 613                                      |
| 1852 | 1852                                     |                                          | 625                                      | 625                                      |
| 1858 | 1858                                     |                                          | 606                                      | 606                                      |
| 1864 | 1864                                     |                                          | 651                                      | 651                                      |
| 1871 | 1871                                     |                                          | 606                                      | 606                                      |
| 1875 | 1875                                     |                                          | 604                                      | 604                                      |
| 1885 | 1885                                     |                                          | 585                                      | 585                                      |
| 1895 | 1895                                     |                                          | 622                                      | 622                                      |
| 1905 | 1905                                     |                                          | 618                                      | 618                                      |
| 1910 | 1910                                     |                                          | 571                                      | 571                                      |
| 1925 | 1925                                     |                                          | 537                                      | 537                                      |
| 1939 | 1939                                     |                                          | 522                                      | 522                                      |
| 1946 | 1946                                     |                                          | 816                                      | 816                                      |
| 1950 | 1950                                     |                                          | 766                                      | 766                                      |
| 1956 | 1956                                     |                                          | 702                                      | 702                                      |
| 1961 | 1961                                     |                                          | 654                                      | 654                                      |
| 1970 | 1970                                     |                                          | 694                                      | 694                                      |
| Datenquelle: Historisches Gemeindeverzeichnis für Hessen: Die Bevölkerung der Gemeinden 1834 bis 1967. Wiesbaden: Hessisches Statistisches Landesamt, 1968. Weitere Quellen: LAGIS |                                          |                                          |                                          |                                          |

Elberberg
| Quelle: Historisches Ortslexikon |                  |
| • 1585:                          | 26 Haushaltungen |
| • 1747:                          | 30 Haushaltungen |

| Elberberg: Einwohnerzahlen von 1834 bis 1961 | Elberberg: Einwohnerzahlen von 1834 bis 1961 | Elberberg: Einwohnerzahlen von 1834 bis 1961 | Elberberg: Einwohnerzahlen von 1834 bis 1961 | Elberberg: Einwohnerzahlen von 1834 bis 1961 |
| --- | -------------------------------------------- | -------------------------------------------- | -------------------------------------------- | -------------------------------------------- |
| Jahr |                                              |                                              |                                              | Einwohner                                    |
| 1834 | 1834                                         |                                              | 305                                          | 305                                          |
| 1840 | 1840                                         |                                              | 347                                          | 347                                          |
| 1846 | 1846                                         |                                              | 374                                          | 374                                          |
| 1852 | 1852                                         |                                              | 354                                          | 354                                          |
| 1858 | 1858                                         |                                              | 338                                          | 338                                          |
| 1864 | 1864                                         |                                              | 334                                          | 334                                          |
| 1871 | 1871                                         |                                              | 327                                          | 327                                          |
| 1875 | 1875                                         |                                              | 320                                          | 320                                          |
| 1885 | 1885                                         |                                              | 294                                          | 294                                          |
| 1895 | 1895                                         |                                              | 264                                          | 264                                          |
| 1905 | 1905                                         |                                              | 272                                          | 272                                          |
| 1910 | 1910                                         |                                              | 265                                          | 265                                          |
| 1925 | 1925                                         |                                              | 259                                          | 259                                          |
| 1939 | 1939                                         |                                              | 230                                          | 230                                          |
| 1946 | 1946                                         |                                              | 387                                          | 387                                          |
| 1950 | 1950                                         |                                              | 416                                          | 416                                          |
| 1956 | 1956                                         |                                              | 317                                          | 317                                          |
| 1961 | 1961                                         |                                              | 311                                          | 311                                          |
| Datenquelle: Historisches Gemeindeverzeichnis für Hessen: Die Bevölkerung der Gemeinden 1834 bis 1967. Wiesbaden: Hessisches Statistisches Landesamt, 1968. Weitere Quellen: LAGIS |                                              |                                              |                                              |                                              |

Elbenberg
| Elbenberg: Einwohnerzahlen von 1967 bis 2020 | Elbenberg: Einwohnerzahlen von 1967 bis 2020 | Elbenberg: Einwohnerzahlen von 1967 bis 2020 | Elbenberg: Einwohnerzahlen von 1967 bis 2020 | Elbenberg: Einwohnerzahlen von 1967 bis 2020 |
| --- | -------------------------------------------- | -------------------------------------------- | -------------------------------------------- | -------------------------------------------- |
| Jahr |                                              |                                              |                                              | Einwohner                                    |
| 1967 | 1967                                         |                                              | 969                                          | 969                                          |
| 1970 | 1970                                         |                                              | 993                                          | 993                                          |
| 1980 | 1980                                         |                                              | ?                                            | ?                                            |
| 1990 | 1990                                         |                                              | ?                                            | ?                                            |
| 2000 | 2000                                         |                                              | ?                                            | ?                                            |
| 2011 | 2011                                         |                                              | 1.182                                        | 1.182                                        |
| 2020 | 2020                                         |                                              | 1.300                                        | 1.300                                        |
| Datenquelle: Historisches Gemeindeverzeichnis für Hessen: Die Bevölkerung der Gemeinden 1834 bis 1967. Wiesbaden: Hessisches Statistisches Landesamt, 1968. Weitere Quellen: LAGIS; Stadt Naumburg; Zensus 2011 |                                              |                                              |                                              |                                              |

## Religion
Elbenberg hat zwei kirchliche Gemeinden: Neben der evangelischen Kirchengemeinde gibt es die Selbständige Evangelisch-Lutherische Kirchengemeinde. 1873 spaltete sich von der evangelischen Gemeinde ein Teil der Gläubigen, aufgrund staatlicher Vorgaben aus Preußen, ab und bildete die sog. Renitente Gemeinde, Teil der „Renitenten Kirche ungeänderter Augsburgischer Konfession“, Urzelle der heutigen Selbständig-Evangelisch-Lutherischen Kirchengemeinde.
Historische Religionszugehörigkeit Elben
| Quelle: Historisches Ortslexikon |                                                                   |
| • 1885:                          | 578 evangelische (= 100 %) Einwohner                              |
| • 1961:                          | 601 evangelische (= 91,90 %), 41 katholische (= 7,19 %) Einwohner |

Historische Religionszugehörigkeit Elberberg
| Quelle: Historisches Ortslexikon |                                                                                       |
| • 1885:                          | 233 evangelische (= 92,95 %), 15 katholische (= 6,05 %) Einwohner                     |
| • 1885:                          | 52 evangelisch (= 98,00 %), ein katholisch (= 1,9 %) Einwohner [Gutsbezirk Elberberg] |
| • 1961:                          | 285 evangelische (= 91,64 %), 25 katholische (= 8,04 %) Einwohner                     |

## Politik
Der Ortsbeirat für den Ortsbezirk Elbenberg besteht aus neun Mitgliedern. Die Wahlbeteiligung zur Wahl des Ortsbeirats bei der Kommunalwahl 2021 betrug 56,80 %. Dabei wurden gewählt: fünf Mitglieder der SPD, zwei Mitglieder der CDU und zwei Mitglieder der „Freien Wählergemeinschaft“. Der Ortsbeirat wählte Yvonne Franke (SPD) zur Ortsvorsteherin.

## Kulturdenkmäler und Sehenswürdigkeiten

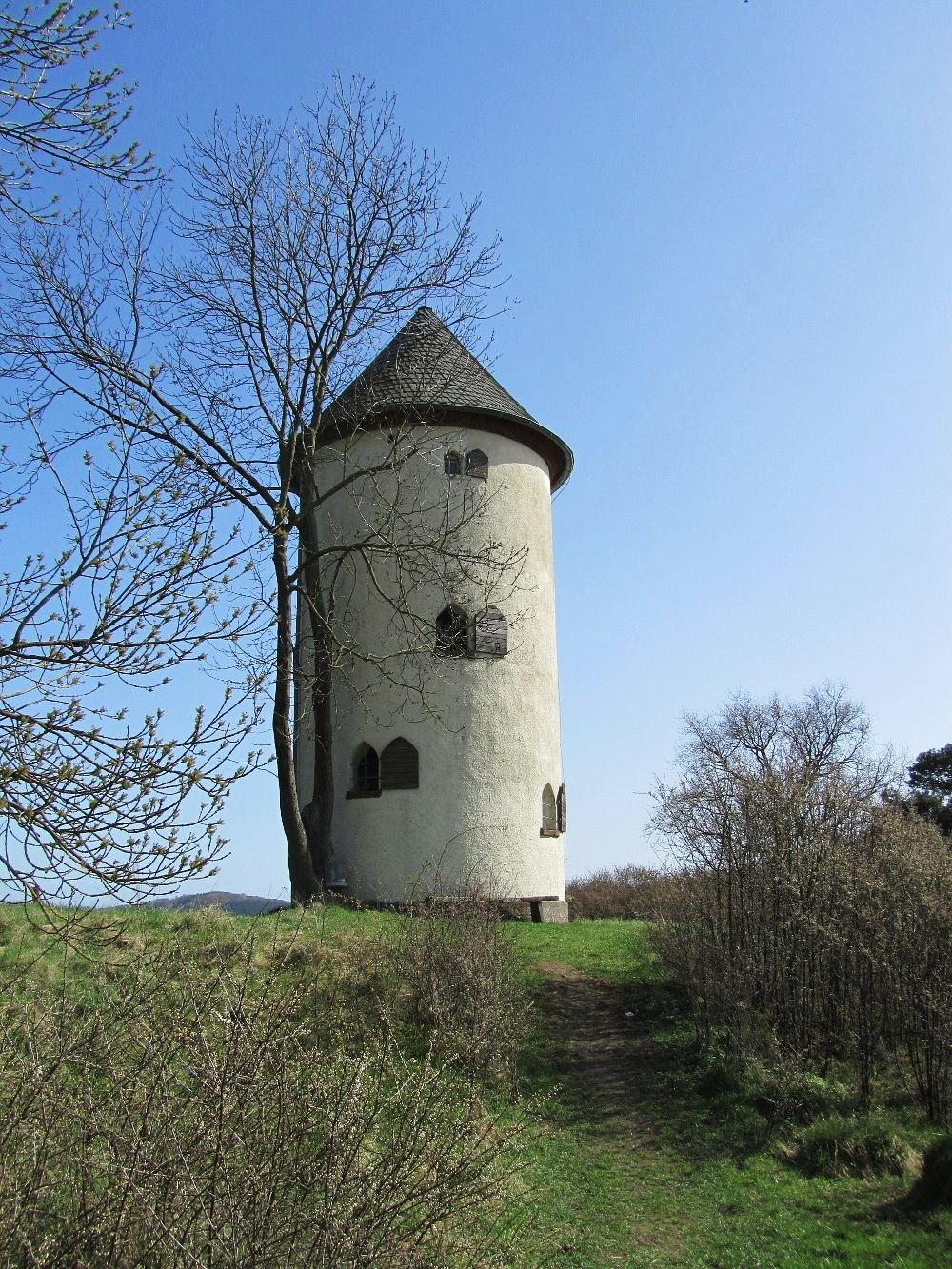
Das Elberberger Türmchen (2011)

- Das Schloss Elberberg, ein klassizistisches Herrenhaus aus dem 19. Jahrhundert (Privatbesitz, nicht öffentlich zugänglich).
- Das Elberberger Türmchen, ein von Rudolph von Buttlar im Jahre 1825 erbauter, etwa 13 m hoher Turm am Südostrand von Elberberg. Zunächst diente er dem Wächter der nahegelegenen Kirschplantage als Unterkunft. Hugo von Buttlar brachte später einen Teil seiner umfangreichen Waffensammlung im Turm unter. Seit 1987 ist der Turm der Öffentlichkeit als Aussichtsturm zugänglich.
- Das Steinkreuz von Elben, ein aus dem 15. Jahrhundert stammendes Kreuz aus Sandstein an der Abzweigung der Straße nach Elbenberg von der Straße Naumburg-Fritzlar. Der Sage nach markiert es die Stelle, an der im Jahre 1453 während der Bundesherrenfehde ein Gefecht zwischen Friedrich IV. von Hertingshausen einerseits und Werner von Elben, Heinrich von Grifte und Otto Hund andererseits stattfand.
- Die Kirche St. Martin im Ortsteil Elben. Von der vermutlich im 13. Jahrhundert entstandenen ursprünglichen romanischen Kirche ist nur der Turm erhalten geblieben. Die heutige, im Stil niederhessischer Barockarchitektur, unter Verwendung alten Mauerwerks erbaute Saalkirche entstand 1754, nach einem Entwurf von Johann Friedrich Jussow, und wurde 1788 erweitert. Im Inneren befindet sich rechts neben dem Altar ein Steinrelief des heiligen Martin von Tours, dem sie auch geweiht ist. Im Altarraum, links neben dem bleiverglasten Fenster, sieht man den Patronatsstand der Familie von Buttlar, die noch heute das Kirchenpatronat innehat.[14]

## Vereinsleben
Es gibt drei Sportvereine im Ort, den TSV Elbenberg 05 (mit der Sparte Tanz & Kultur für die Durchführung des örtlichen Karnevals), die Biathlonfreunde Elbenberg und einen Schützenverein. Daneben gibt es eine Freiwillige Feuerwehr, einen Posaunenchor, einen Landfrauenverein, einen Ortsverein des Roten Kreuzes, die Kirmesburschen, die Reservisten-Kameradschaft und einen Verein zur Förderung des Dorflebens.

## Wirtschaft
Der Ort ist heute eine Wohngemeinde. Viele Elbenberger pendeln täglich zur Arbeit, unter anderem in das etwa 20 km entfernte Volkswagenwerk in Baunatal. Größter örtlicher Arbeitgeber ist ein Alten- und Pflegeheim mit über 100 Pflegeplätzen. In der Land- und Forstwirtschaft sind nur noch wenige Einwohner tätig.